# Агеев, Николай Иванович

Никола́й Ива́нович Аге́ев (18 апреля 1922 — 7 июля 1988) — советский военнослужащий, участник Великой Отечественной войны (командир танкового взвода 12-й гвардейской танковой бригады 4-го гвардейского танкового корпуса 59-й армии 1-го Украинского фронта, гвардии лейтенант), Герой Советского Союза (1945), генерал-майор (1981).

## Биография
Родился 18 апреля 1922 года в селе Бибиково Сумароковской волости Мокшанского уезда Пензенской губернии. Русский. В 1936 году окончил 8 классов. Работал слесарем-сборщиком на Горьковском авиационном заводе.
В Красной Армии с июля 1942 года. В 1943 году окончил Горьковское танковое училище.
Участник Великой Отечественной войны с сентября 1943 года. Командуя танковым взводом 12-й гвардейской танковой бригады, гвардии лейтенант Агеев в январе 1945 получил задачу захватить переправу через реку Пшемша восточнее города Катовице (Польша) и удержать её до подхода главных сил. Первым переправил взвод по мосту и занял оборону. В течение суток взвод отразил 7 контратак, уничтожил штурмовое орудие, 4 БТР, 3 орудия, 12 тяжёлых пулемётов и много другой боевой техники и живой силы противника.
За мужество и героизм, проявленные в боях, гвардии лейтенанту Агееву Николаю Ивановичу 10 апреля 1945 года присвоено звание Героя Советского Союза с вручением ордена Ленина и медали «Золотая Звезда» (№ 4838).
После войны продолжал службу в армии. В 1955 году окончил Военную академию бронетанковых войск. Служил в армии на командных должностях, был преподавателем кафедры тактики Военной академии бронетанковых войск. С 1984 года генерал-майор Н. И. Агеев — в отставке.
Жил в Москве. Умер 7 июля 1988 года; похоронен на Ваганьковском кладбище (26 уч.).

## Награды
- Медаль «Золотая Звезда»;
- Орден Ленина;
- Орден Красного Знамени;
- Орден Отечественной войны I и II степени;
- Орден Красной Звезды;
- Орден «За службу Родине в Вооружённых Силах СССР» III степени;
- Медаль «За отвагу»;
- Другие медали.